# گاروود، نیوجرسی
گاروود (به انگلیسی: Garwood) شهری در ایالت نیوجرسی کشور ایالات متحده آمریکا است که جمعیت آن در سرشماری سال ۲۰۱۰ میلادی، ۴٬۲۲۶ نفر بوده‌است.